# Damien Renard
Damien Renard, född den 20 februari 1980, är en fransk orienterare som tog VM-silver i stafett 2005 och EM-silver i stafett 2006.